# Dantilia
Dantilia aussi appelé Dantiliyah est une ville et une sous-préfecture de Guinée rattachée à la préfecture de Faranah.

## Subdivision administrative
Dantilia est composer de dix districts.
| Districts    | Secteurs                                                                           |
| ------------ | ---------------------------------------------------------------------------------- |
| Dantilia 1   | Kolongaya 2, FÖrèyah et Woyenya                                                    |
| Dantilia 2   | Kalia, Waklya, Kidiboun et Khandiya                                                |
| Soumamboun   | Yogobèn, Dogota 1, Dogota 2 Dogota 3 et Tandata                                    |
| Yatiah       | Yatiah centre, Télaya, Salounya, Yomba sira, Yoroya, Fangna Khoudé et Kanko khoudé |
| Daraforé     | Biri doula, Biri sando et Mansaso                                                  |
| Taganyah     | Tagana centre 1, Tagana centre 2, Wondé khoudé et KÖmÖya                           |
| Khoriatafori | Khoriakoro centre                                                                  |

## Personnalité